# Polnische Poolbillard-Meisterschaft 1999
Die polnische Poolbillard-Meisterschaft 1999 war die achte Austragung der nationalen Meisterschaft in der Billardvariante Poolbillard. Die Wettbewerbe der Damen fanden vom 22. bis 24. Oktober 1999 in Polkowice statt, die Wettbewerbe der Herren vom 18. bis 21. November 1999 in Krasiczyn. Ausgespielt wurden die Disziplinen 8-Ball, 9-Ball und 14/1 endlos.

## Medaillengewinner
| Disziplin            | Gold                                  | Silber                                      | Bronze                                      | Bronze                           |
| -------------------- | ------------------------------------- | ------------------------------------------- | ------------------------------------------- | -------------------------------- |
| Herren – 8-Ball      | Mariusz Roter (Gestor Myślenice)      | Karol Augustynowicz (Elida Białystok)       | Radosław Babica (Contact Kielce)            | Paweł Rogalski (Contact Kielce)  |
| Herren – 9-Ball      | Radosław Babica (Contact Kielce)      | Łukasz Szywała (Magnum Warszawa)            | Paweł Kampiński (Gestor Myślenice)          | Patryk Bryll (Gestor Myślenice)  |
| Herren – 14/1 endlos | Karol Augustynowicz (Elida Białystok) | Adam Ewald (Club 21 Gdańsk)                 | Radosław Babica (Contact Kielce)            | Mariusz Roter (Gestor Myślenice) |
| Damen – 8-Ball       | Grażyna Gronowska (Ikar Bydgoszcz)    | Karolina Stawarz (Ósemka Rzeszów)           | Izabela Łącka (Porter Częstochowa)          | Ewa Kotowska (Warschau)          |
| Damen – 9-Ball       | Mirosław Scholz (Big One Opole)       | Grażyna Gronowska (Ikar Bydgoszcz)          | Magdalena Tatarkiewicz (Porter Częstochowa) | Maria Nielubowicz (Warschau)     |
| Damen – 14/1 endlos  | Grażyna Gronowska (Ikar Bydgoszcz)    | Magdalena Tatarkiewicz (Porter Częstochowa) | Karolina Stawarz (Ósemka Rzeszów)           | Maria Nielubowicz (Warschau)     |